# Jeruto Kiptum
Jeruto Kiptum Kiptubi (Metkei, 12 dicembre 1981) è una siepista e mezzofondista keniota.

## Palmarès

### Mondiali
- 1 medaglia:
  - 1 bronzo (Helsinki 2005 nei 3000 metri siepi)

### World Final
- 1 medaglia:
  - 1 argento (Stoccarda 2006 nei 3000 metri siepi)

### Africani
- 2 medaglie:
  - 1 oro (Bambous 2006 nei 3000 metri siepi)
  - 1 bronzo (Brazzaville 2004 nei 1500 metri piani)